# Masacre de Barrios Altos
La masacre de Barrios Altos se produjo el 3 de noviembre de 1991 en la zona homónima de Lima (Perú), en la cual fueron asesinadas 15 personas (incluido un niño de ocho años) y quedaron heridas otras cuatro. Más tarde, se identificó a los atacantes como miembros del grupo Colina, un escuadrón de la muerte compuesto por integrantes del Servicio de Inteligencia del Ejército (SIE), que tenía por objetivo eliminar extrajudicialmente a personas supuestamente vinculadas a Sendero Luminoso.
Las víctimas eran partícipes de una pollada organizada en el primer piso de la quinta para reparar el servicio de desagüe cuando fueron intervenidos por miembros del Grupo Colina (quienes buscaban atacar una reunión senderista[cita requerida]). Las víctimas fueron seleccionados previamente, y separados de los demás participantes del evento, por un agente de inteligencia infiltrado apodado "Abadía" para posteriormente ser ultimados. La Corte Suprema de Justicia determinó que ninguna de las víctimas era terrorista ni tenía vínculos con terroristas.
Esta masacre es considerada como un símbolo de las violaciones a los derechos humanos perpetradas durante el primer gobierno de Alberto Fujimori y fue uno de los crímenes citados por el gobierno peruano en su solicitud de extradición del exmandatario presentada a Japón en 2003. En 2007, tras ser extraditado de Chile (país al que llegó Fujimori luego de huir  y renunciar desde Japón), Alberto Fujimori fue juzgado y condenado a 25 años de prisión por su responsabilidad en la masacre y por considerarse estos asesinatos selectivos como crímenes de lesa humanidad.

## Antecedentes

### El agente "Abadía"
En 1989, el agente del SIE, Douglas Arteaga, "Abadía", como parte del Plan Telaraña (una operación destinada a obtener información de la relación entre Sendero Luminoso con ONGs y otros partidos marxistas como Patria Roja y el Partido Unificado Mariateguista), es contactado por Sendero Luminoso logrando infiltrarse en dicha organización gracias a la recomendación de un huesero del Mercado Central. Dentro de esta sería conocido como "Enrique". En 1990, luego de recibir instrucción por parte de los senderistas y recopilar información, Arteaga es destinado por los senderistas al jirón Huanta N.º 840, en Barrios Altos, donde entra en contacto con Filomeno León, "José", un técnico que reparaba cocinas averiadas. Según reportes de inteligencia de la DIRCOTE, Filomeno visitaba con regularidad el penal Castro Castro y se sospechaba que estaba relacionado con Socorro Popular, un organismo generado de Sendero Luminoso.

### Operativos de vigilancia en Barrios Altos
La zona de Barrios Altos era parte de vigilancia en el marco del Plan Ambulante para identificar activistas senderistas que operaban en el lugar. Según una nota de inteligencia que Javier Diez Canseco obtuvo tras la masacre, se realizó: 
... una operación especial de inteligencia a partir del 08MAR89, de una vigilancia discreta, continua y esporádica(sic) al inmueble del Jr. Huanta No. 840, Barrios Altos, a fin de obtener informaciones sobre las actividades y acciones que tendrían previsto realizar, particularmente contra las FFOO(Fuerzas Operativas)...
En abril de 1991, dos agentes del Servicio de Inteligencia Nacional (SIN) fueron detenidos por la policía cuando tomaban fotografías de los inmuebles del jirón Huanta. Ambos agentes eran parte de una Brigada Especial de Detectives (BREDET) y estaban siguiendo a un terrorista que se dirigía a un inmueble del lugar. Para junio de 1991, fueron detenidos los terroristas Juan Laurente Rivas y Carmen Paredes Laurente en el N.º 829 del jirón Huanta.
A mediados de 1991, se le indicó a Arteaga que entregara sus reportes a un administrador de un taller de mecánica que respondía al nombre de "señor Alejandro", alias de Santiago Martín Rivas. Se identificó que del inmueble del jirón Huanta  N.º 840 salieron los senderistas que realizaron el atentado a los Húsares de Junín en 1989 y que era un centro de operaciones senderista. Como parte de esta identificación, se usó la información obtenida del material incautado durante la Operación Caballero, del GEIN, que orientó el trabajo de los agentes de inteligencia en el campo para la identificación de lugares senderistas.

### Reporte de la pollada
En octubre de 1991, Arteaga, como parte de sus reportes de inteligencia, le dijo a "Alejandro" que León junto a Manuel Ríos iban a organizar una pollada en el lugar el 3 de noviembre y que vendrían mandos senderistas para intercambiar informes, definir acciones armadas y disponer de los fondos recaudados para la compra de medicinas y ropas para los presos senderistas. Arteaga, además, le entregó una tarjeta de las que vendía donde decía: "Gran pollada bailable, organizada por el Sr. [Filomeno] Oscar León pro-fondos arreglo de desagüe". Con el reporte entregado por "Abadía" y sabiéndose del uso de las polladas por parte de los senderistas para el intercambio de información y planes, Martín Rivas recibió la orden de entrenar a un grupo de efectivos para realizar el operativo. Por otro lado, los senderistas ya sabían que la quinta estaba vigilada. Al enterarse los senderistas de la realización de la pollada, según una entrevista de uno de ellos dada al periodista Ricardo Uceda, le dieron una advertencia a Filomeno León para que lo cancelara. En la misma entrevista, el senderista negó que Filomeno fuera militante de Sendero Luminoso aunque "podía saber quiénes éramos algunos de nosotros". Por otra parte, el senderista entrevistado mencionó que Luis León Borja, involucrado en la pollada, era un militante senderista "alejado temporalmente de la organización" luego de quedar herido en un incidente con la policía mientras realizaba pintas subversivas en enero de 1991.
El entrenamiento de los miembros del Grupo Colina se realizó en la playa La Tiza. El 2 de noviembre, un grupo de agentes se dirigieron a las cercanías de la quinta y establecieron vigilancia simulando diversos roles. Estos informaron que la situación estaba bajo control por lo que en la tarde del 3 de noviembre dos camionetas salieron de la playa La Tiza rumbo al jirón Huanta N.º 840. Las camionetas pertenecían al Estado y fueron reportadas como "robadas" para tener una coartada. Para pasar las tranqueras policiales engañaron a la policía encendiendo las circulinas de las camionetas.

## Acontecimientos
Al llegar al lugar, el mayor Martín Rivas ordenó al agente Sosa Saavedra ingresar a la quinta con el objetivo de corroborar que el plano dado por Arteaga era correcto. Entre las nueve y diez de la noche, Arteaga apareció confirmando la presencia de senderistas en especial el "Camarada Joel", jefe del grupo de aniquilamiento, y una muchacha "con gorrita", quien fue identificada como mando político de Sendero Luminoso. Arteaga, además, informó que había dos eventos desarrollándose en el primer y segundo piso de la quinta, pero que el que importaba era el del primer piso ya que el objetivo estaba allí.
La noche del 3 de noviembre de 1991 se llevaba a cabo una pollada, en el primer piso del inmueble del jirón Huanta N.º 840 para conseguir fondos para reparar el servicio de desagüe de la quinta. Aproximadamente a las 10:30 p. m., seis individuos armados y encapuchados entraron al edificio luego de bajar de dos vehículos. Ingresaron con unas maletas que depositaron en el piso mientras decían "Cerveza, cerveza". En el lugar había unas 40 personas. Con ayuda de "Abadía" (Arteaga) se procedió a seleccionar a las víctimas. Con anterioridad, Sosa le había entregado a "Abadía" una casaca para identificarlo. Los que no fueron seleccionados fueron retirados bruscamente y obligados a entrar a sus cuartos. Mientras esto sucedía, uno de los agentes subió el volumen del equipo de sonido mientras otro disparó hacia arriba para espantar a los que miraban en el segundo piso. Luego, "Abadía" procedió a retirarse del lugar buscando una salida trasera pero un par de agentes del grupo Colina se acercaron y le dijeron: "No te vayas huevón. Aún tienes que decirnos quiénes son". Ante eso, "Abadía" regresó al lugar y siguió indicando. Cuando se le preguntó a "Abadía" quiénes eran los senderistas, él respondió que todos lo eran, para luego salir huyendo del lugar. Según el senderista entrevistado por Uceda, algunos miembros de Sendero Luminoso habían estado en la pollada pero se retiraron cuando los miembros del Grupo Colina ingresaron. Los atacantes, con el rostro cubierto con pasamontañas, ordenaron a los asistentes de la reunión a tenderse en el suelo diciendo "Tírense al piso, terrucos concha de su madre, al piso", donde les dispararon indiscriminadamente.
En total, fueron asesinadas quince personas, incluyendo a 11 varones adultos, 3 mujeres adultas y un niño de ocho años de edad: respectivamente, Luis León Borja, Luis Díaz Astovilca, Alejandro Rosales Alejandro, Filomeno León León, Odar Sifuentes Núñez, Teobaldo Ríos Lira, Máximo León León, Octavio Huamanyauri Nolasco, Lucio Quispe Huanaco, Manuel Ríos Pérez, Tito Ramírez Alberto, Benedicta Yanche Churo, Placentina Chumbipuma Aguirre, Nelly Rubina Arquíñigo y Javier Ríos Rojas. En el caso de este último, este habría sido abatido tras haber escapado por la ventana del lugar donde fue llevado previamente, cuando fue a auxiliar a su padre. Resultaron heridas seriamente otras cuatro personas, una de los cuales, Tomás Livias Ortega, quedó permanentemente tetrapléjico. Los atacantes usaron silenciadores y la táctica del remate. Luego, sacaron los ejemplares de El Diario, periódico de Sendero Luminoso, del interior de la quinta y los arrojaron por sobre los cadáveres. Después, los atacantes subieron a los vehículos y escaparon rumbo sur a las afueras de Lima, reuniéndose en la playa militar La Tiza, donde celebraron por el éxito del operativo y el cumpleaños de Martín Rivas. Durante la investigación, la policía, en total, encontró 130 casquillos de bala en la escena del crimen. Además, se encontró los ejemplares de El Diario, ocho tarjetas hechas con cartulina blanca con anotaciones diversas y un revólver marca Grevetata calibre 22.
El objetivo del ataque, para los miembros del Grupo Colina, era dejar una advertencia a Sendero Luminoso de que conocían sus lugares de operaciones y vengar a las víctimas de los atentados a los Húsares y a un ómnibus que transportaba agentes del SIE. Por tal razón, las circulinas de los coches fueron encendidos deliberadamente para, según testimonio de Santiago Martín Rivas, líder del Grupo Colina, "dejar en claro que no se trataba de un atentado terrorista, sino de un operativo misterioso, confuso para los demás, pero que Sendero Luminoso sabría identificar". Según las diligencia del Poder Judicial, llevadas a cabo en el año 2002, un porta tropas con seis militares a bordo (cinco hombres y una mujer) se estacionó en el jirón Huallaga impidiendo que algún vehículo siguiera a los miembros del Grupo Colina, quienes luego de la masacre huyeron por aquel jirón. Además, constataron que los policías de la DIRIN y de la comisaría de San Andrés no actuaron de manera inmediata ante lo sucedido a pesar de encontrarse cerca del lugar. Los senderistas, por su lado, buscaron a Arteaga ("Abadía"/"Enrique") pero no pudieron ubicarlo. En la búsqueda se enteraron de que el huesero había muerto en un asalto delincuencial.

## Reacciones al hecho
Las investigaciones judiciales y los reportajes de la prensa revelaron que los involucrados en el crimen trabajaban para la inteligencia militar siendo estos miembros pertenecientes al denominado Grupo Colina. Se verificó luego que los atacantes buscaban atacar una reunión de subversivos senderistas. Se constató que los asistentes a la pollada no tenían vinculación con Sendero Luminoso o el MRTA, según consta en el artículo 827 del fallo impuesto por el tribunal el 7 de abril de 2009 a Fujimori por el caso Barrios Altos:
Atento a lo definido en el párrafo 764° de esta sentencia, el Tribunal HACE CONSTAR, terminantemente, que los... agraviados reconocidos en... Barrios Alto... no estaban vinculados a las acciones terroristas del PCP-SL  ni integraban esa organización criminal.
El 4 de noviembre de 1991, en La República, se informó que los perpetradores de los hechos podrían ser senderistas, policías o paramilitares. El 6 de noviembre, el diario Última Hora, entrevistó a un testigo que informó que posiblemente los victimarios sean paramilitares. Al día siguiente, tanto La República como Última Hora deslizaron la posibilidad de que los atacantes fueran paramilitares. El 10 de noviembre, La República informó que todos los indicios sostenían que los atacantes eran paramilitares. El 11 de noviembre, el diario Expreso informó que efectivos militares estarían detrás de los hechos.
Varias semanas después, el Congreso de la República designó una comisión investigadora para averiguar sobre la masacre. El 10 de noviembre de 1991, la Comisión de Derechos Humanos del Senado peruano citó a los generales Juan Briones y Víctor Malca para que informen sobre lo sucedido en Barrios Altos. Ellos dijeron que la masacre pudo ser obra de Sendero Luminoso, el MRTA u "organizaciones ajenas a estos grupos". En dicha sesión, Javier Diez Canseco exhibió notas de inteligencia militar donde se establecía que el inmueble era investigado por un comando del SIE de nombre "Sheraton". En otra nota exhibida por Diez Canseco se decía que un agente de nombre "Alker" efectuaba vigilancia sobre el inmueble. El 14 de noviembre, Raúl Ferrero Costa, Javier Diez Canseco, Enrique Bernales Ballesteros, Javier Alva Orlandini, Edmundo Murrugarra Florián y Gustavo Mohme Llona solicitaron el esclarecimiento de los hechos en el plenario del Senado de la República. El 15 de noviembre, en una nueva sesión, el general Briones negó la existencia del Plan Ambulante así como del "Puesto de vigilancia de Lima Sheraton". El 27 de noviembre se instaló una comisión investigadora. En diciembre, la comisión inspeccionó el edificio donde sucedieron los hechos, entrevistó a los heridos y realizó otras investigaciones. Sin embargo, no pudo completar su tarea debido al autogolpe que ejecutó Fujimori el 5 de abril de 1992 en el que disolvió el Congreso. El Congreso Constituyente Democrático elegido en su lugar en noviembre de 1992 no continuó la investigación ni publicó las conclusiones preliminares que se habían logrado.

## Amnistía
Las autoridades judiciales no pudieron realizar una investigación seria del incidente hasta abril de 1995. En esa oportunidad las cortes militares respondieron presentando una petición a la Corte Suprema de Justicia para que se le otorgue jurisdicción sobre el caso. Sin embargo, antes de que la Corte Suprema pudiera resolver la petición, careció de sentido pronunciarse sobre el fondo del asunto, debido a que el Congreso aprobó la Ley N.º 26479, que ordenó una amnistía general para todos aquellos miembros de las fuerzas de seguridad del estado así como civiles que fueron sujetos de una denuncia, queja, investigación, sindicación, juicio o detención, o que estuvieran cumpliendo sentencias de prisión por delitos contra los derechos humanos por actos cometidos luego de mayo de 1980.
Antes de la aprobación de la ley de amnistía, sin embargo, las investigaciones revelaron información comprometedora. En mayo de 1993 y nuevamente en enero de 1995, oficiales disidentes del Ejército del Perú hicieron público que los miembros del Grupo Colina fueron los responsables de la masacre de Barrios Altos. Los oficiales también señalaron que tanto el Jefe del Comando Conjunto de las Fuerzas Armadas del Perú como el Jefe del Servicio de Inteligencia Nacional (SIN) tenían pleno conocimiento de la masacre.

## Juzgamiento tras anulación de la amnistía
Luego de la caída del gobierno de Fujimori en el año 2001, la ley de amnistía fue derogada y el caso reabierto con lo que un buen número de los acusados fueron detenidos. El 21 de marzo de 2001, la Fiscal de la Nación Nelly Calderón denunció a Fujimori ante el Congreso, sindicándolo como coautor de la masacre. Presentó evidencia que Fujimori, actuando de acuerdo con Vladimiro Montesinos, jefe del SIN, tuvo control sobre el Grupo Colina. La denuncia señala que dicho grupo no hubiera podido cometer crímenes de esa magnitud sin el consentimiento expreso o las órdenes directas de Fujimori, y que tanto la formación como el funcionamiento del grupo Colina fue parte de una política integral de contrainsurgencia que implicó sistemáticas violaciones a los derechos humanos. De acuerdo a lo señalado, Fujimori fue a los cuarteles generales del SIN para celebrar, junto con los oficiales de inteligencia, el supuesto éxito de la operación en Barrios Altos.
En 2001, el gobierno peruano aceptó pagar USD $ 3.3 millones en compensación a los cuatro sobrevivientes y a los parientes de las 15 personas asesinadas. El 13 de septiembre de 2001, el Vocal Supremo José Luis Lecaros presentó una solicitud internacional a la Interpol para que se efectúe el arresto de Fujimori, que, en ese entonces, vivía en Japón. En agosto de 2003, el gobierno de Perú presentó una solicitud de extradición de Fujimori y entre los crímenes que se citan en el documento se encuentra la masacre de Barrios Altos.
En 2004, los jueces peruanos ordenaron la liberación de varios de los sospechosos de la masacre de Barrios Altos, quienes habían estado presos por más de tres años sin sentencia. Ello debido a una recomendación de la Comisión Interamericana de Derechos Humanos. El Presidente de la Corte Suprema de Justicia dijo que se estaba llevando a cabo una investigación para determinar las causas de por qué los jueces permitieron que los juicios se extendieran tanto.
Inicialmente el gobierno japonés se opuso a la extradición porque los padres de Fujimori habían emigrado a Perú desde Japón y era ciudadano japonés. Sus leyes prohibían la extradición de nacionales; además, Japón y Perú no tenían entonces un acuerdo de extradición. Perú finalmente obtuvo su extradición cuando Fujimori viajó a Chile. Fue juzgado y condenado a 25 años de prisión junto a Vladimiro Montesinos, por su responsabilidad en la masacre.